# Система футбольных лиг Греции
Система футбольных лиг Греции состоит из двух профессиональных лиг, одной национальной непрофессиональной лиги и нескольких региональных непрофессиональных лиг.

## Повышение и понижение
Суперлига 1: Два последних клуба вылетают в Суперлигу 2.
Суперлига 2: Победители двух групп повышаются в Суперлигу 1. Четыре нижних клуба из двух групп вылетают в Гамма Этники.
Гамма Этники: Чемпионы каждой группы повышаются в Суперлигу 2. Всего двадцать семь команд вылетают в местные чемпионаты.
Местные чемпионаты: Лучшая команда в каждой региональной лиге квалифицируется для плей-офф. Три лучшие команды из каждой из 8 групп в плей-офф (всего 24 команды) повышаются в Гамма Этники.
Начиная с сезона 2023/24, Гамма Этники разделена на 4 группы по 18 команд в каждой. Победители каждой группы повышаются в профессиональную Суперлигу 2, а 6 нижних команд вылетают в местный чемпионат.
Планировалось, что в сезоне 2024/25 Суперлига 2 будет иметь в общей сложности 20 клубов в одной группе, однако прежняя схема была оставлена. Лучшие две команды повышаются в Суперлигу 1, а худшие четыре (по две из каждой группы) теряют профессиональный статус и вылетают в непрофессиональную Гамма Этники.

## Пирамида лиг
По состоянию на сезон 2023/24
| Уровень | Лига/Дивизионы | Лига/Дивизионы | Лига/Дивизионы | Лига/Дивизионы | Лига/Дивизионы | Лига/Дивизионы | Лига/Дивизионы | Лига/Дивизионы | Лига/Дивизионы | Лига/Дивизионы |
| ------- | --- | --- | --- | --- | --- | --- | --- | --- | --- | --- |
| 1       | Суперлига 1 14 клубов | Суперлига 1 14 клубов | Суперлига 1 14 клубов | Суперлига 1 14 клубов | Суперлига 1 14 клубов | Суперлига 1 14 клубов | Суперлига 1 14 клубов | Суперлига 1 14 клубов | Суперлига 1 14 клубов | Суперлига 1 14 клубов |
|         | ↓↑ 2 клуба | | | | | | | | | |
| 2       | Суперлига 2 24 клуба разделены на 2 группы | Суперлига 2 24 клуба разделены на 2 группы | Суперлига 2 24 клуба разделены на 2 группы | Суперлига 2 24 клуба разделены на 2 группы | Суперлига 2 24 клуба разделены на 2 группы | Суперлига 2 24 клуба разделены на 2 группы | Суперлига 2 24 клуба разделены на 2 группы | Суперлига 2 24 клуба разделены на 2 группы | Суперлига 2 24 клуба разделены на 2 группы | Суперлига 2 24 клуба разделены на 2 группы |
| 2       | Север 12 клубов | Север 12 клубов | Север 12 клубов | Север 12 клубов | Север 12 клубов | Юг 12 клубов | Юг 12 клубов | Юг 12 клубов | Юг 12 клубов | Юг 12 клубов |
|         | ↓ 8 клубов ↑ 4 клуба | | | | | | | | | |
| 3       | Гамма Этники 72 клуба разделены на 4 группы | Гамма Этники 72 клуба разделены на 4 группы | Гамма Этники 72 клуба разделены на 4 группы | Гамма Этники 72 клуба разделены на 4 группы | Гамма Этники 72 клуба разделены на 4 группы | Гамма Этники 72 клуба разделены на 4 группы | Гамма Этники 72 клуба разделены на 4 группы | Гамма Этники 72 клуба разделены на 4 группы | Гамма Этники 72 клуба разделены на 4 группы | Гамма Этники 72 клуба разделены на 4 группы |
| 3       | 1 группа 18 клубов | 1 группа 18 клубов | 2 группа 18 клубов | 2 группа 18 клубов | 3 группа 18 клубов | 3 группа 18 клубов | 4 группа 18 клубов | 4 группа 18 клубов | | |
|         | ↓ 30 клубов ↑ 30 клубов | | | | | | | | | |
| 4       | Местные футбольные чемпионаты Греции Победители и призёры местных чемпионатов выходят в финальный этап, где опроеделяются повышающиеся команды.[уточнить] | Местные футбольные чемпионаты Греции Победители и призёры местных чемпионатов выходят в финальный этап, где опроеделяются повышающиеся команды.[уточнить] | Местные футбольные чемпионаты Греции Победители и призёры местных чемпионатов выходят в финальный этап, где опроеделяются повышающиеся команды.[уточнить] | Местные футбольные чемпионаты Греции Победители и призёры местных чемпионатов выходят в финальный этап, где опроеделяются повышающиеся команды.[уточнить] | Местные футбольные чемпионаты Греции Победители и призёры местных чемпионатов выходят в финальный этап, где опроеделяются повышающиеся команды.[уточнить] | Местные футбольные чемпионаты Греции Победители и призёры местных чемпионатов выходят в финальный этап, где опроеделяются повышающиеся команды.[уточнить] | Местные футбольные чемпионаты Греции Победители и призёры местных чемпионатов выходят в финальный этап, где опроеделяются повышающиеся команды.[уточнить] | Местные футбольные чемпионаты Греции Победители и призёры местных чемпионатов выходят в финальный этап, где опроеделяются повышающиеся команды.[уточнить] | Местные футбольные чемпионаты Греции Победители и призёры местных чемпионатов выходят в финальный этап, где опроеделяются повышающиеся команды.[уточнить] | Местные футбольные чемпионаты Греции Победители и призёры местных чемпионатов выходят в финальный этап, где опроеделяются повышающиеся команды.[уточнить] |

## Эволюция структуры
Суперлига была образована в 2006 году из Альфа Этники, соревнование в которой проходило с 1959 года (до этого — Panhellenic Championship и с 1905 по 1927 год — SEGAS и FCA championships).
Вторым уровнем с 1962 по 2010 год являлась Бетта Этники, с 2010 года — Греческая футбольная лига. После создания Суперлиги 2, в сезонах 2019/20 и 2020/21, Греческая футбольная лига являлась третьим уровнем, после чего была упразднена (ряд команд этой лиги были включены в Суперлигу 2).
Третий уровень (Гамма Этники) появился с сезона 1982/83 (до этого, с 1965 года, существовал Национальный любительский дивизион), в сезонах 2010/11—2012/13 назывался Футбольная лига 2. В сезонах 2019/20 и 2020/21 Гамма Этники являлась четвёртым уровнем, с сезона 2021/22 — вновь третий уровень.
В сезонах 1982/83—2012/13 существовала лига Дельта Этники — четвёртый уровень, упразднён после объединения с Футбольной лигой 2 в Гамма Этники.

## Примечание
1. ↑  Καπ Ερασιτεχνών 2014. Дата обращения: 20 апреля 2023. Архивировано 13 мая 2015 года.
2. ↑  Super League 2: με 20 ομάδες από την σεζόν 2024-25 (греч.) (26 апреля 2023).